# Rezerwat przyrody Słońsk
Słońsk – zlikwidowany rezerwat przyrody typu faunistycznego (ptaków), położony na terenie gminy Słońsk (województwo lubuskie, wcześniej województwo gorzowskie).
Obszar chroniony został utworzony 1 września 1977 na podstawie Zarządzenia Ministra Leśnictwa i Przemysłu Drzewnego z dnia 21 lipca 1977 r. w sprawie uznania za rezerwaty przyrody. Zlikwidowano go w 2001 w związku z powołaniem Parku Narodowego „Ujście Warty”.

## Położenie
Rezerwat obejmował powierzchnię 4244 ha (akt powołujący podaje 4166,22 ha), co czyniło go jednym z największych w kraju (rekordowy rezerwat przyrody Stawy Milickie zajmuje 5298,15 ha). Znajdował się w widłach rzeki Warty i Kanału Postomskiego, obejmując tereny rozlewisk. Na jego terenie znajdowało się Jezioro Kostrzyńskie (w całości), ok. 80% Kostrzyńskiego Zbiornika Retencyjnego, a granicę na wschodzie wyznaczała Królewska Wyspa, otoczona przez Łąki Skarbowe.
Według rozporządzenia teren rezerwatu składał się z:
- obszaru łąk o powierzchni 200,5 ha (Słońsk, obręb Kostrzyn, działka nr 24),
- obszaru łąk o powierzchni 369,88 ha (Słońsk, obręb Czarnów, działki nr 1–7, 207, 209),
- obszaru Jeziora Kostrzyńskiego, łąk, bagien, starorzeczy i kanałów o powierzchni 3595,84 ha, w tym obręby Dąbroszyn (dz. nr 1–17, 33, 34, 36–39, 44–49, 51–53, 55–62, 64–82, 92–94, 96–125, 129), Przyborów (dz. nr 1–13), Kostrzyn (14–21, 49–83), Słońsk (14–17) oraz Ługi Górzyckie (18–32, 34, 37, 40–51, 83–89, 92–96, 126–128, 130–132, 134, 137–142, 144, 146–158, 160–175, 177–224).

## Charakterystyka i historia
Celem ochrony rezerwatowej było „zachowanie cennego biotopu lęgowego wielu rzadkich gatunków ptaków wodnych i błotnych oraz żerowisk i miejsc odpoczynku ptaków przelotnych”. Rezerwat składał się z części z ochroną ścisłą i okresowo ścisłą (na powierzchni ok. 1100 ha) oraz z ochroną częściową (na powierzchni 3066 ha). Wśród rzadkich gatunków wyróżniano m.in. arcydzięgiel nadbrzeżny czy wilczomlecz błotny, na jego terenie w okresie jesiennym potrafi się gromadzić ponad 100 tys. ptaków różnych gatunków.
Propozycje ochrony obszaru pojawiały się już od lat 70., m.in. ze strony prof. Bronisława Fruzińskiego. Teren od 1953 był dzierżawiony przez Polski Związek Łowiecki, następnie od 1965 ze względu na walory przyrodnicze przeszedł pod zarząd samorządowy (najpierw Wojewódzkiej Rady Narodowej w Zielonej Górze, później Urzędu Wojewódzkiego w Gorzowie Wielkopolskim). Wykorzystywano go także rolniczo do pozyskiwania siana i wypasu bydła. W 1996 powołano Park Krajobrazowy Ujście Warty (który obejmował tereny rezerwatu), zaś w 2001 – Park Narodowy „Ujście Warty”, wskutek czego rezerwat zlikwidowano.